# قائمة أعلام أرمينيا
قائمة الأعلام المتعلقة بأرمينيا.

## الأعلام الوطنية
| العلم | التاريخ      | الاستخدام           | الوصف                                          |
| ----- | ------------ | ------------------- | ---------------------------------------------- |
|       | 1918 (1990)– | علم أرمينيا         | ثلاثة شرائط أفقية من الأحمر والأزرق والبرتقالي |
|       | 1918 (1990)– | علم أرمينيا (عمودي) |                                                |

## علم الرئيس
| العلم | التاريخ   | الاستخدام        | الوصف |
| ----- | --------- | ---------------- | ----- |
|       | 1990–الآن | علم رئيس أرمينيا |       |

## الأعلام العسكرية
| العلم | التاريخ   | الاستخدام                  | الوصف |
| ----- | --------- | -------------------------- | ----- |
|       | 1990–الآن | علم وزارة الدفاع الأرمينية |       |

## تاريخية
| العلم | التاريخ                 | الاستخدام                                                                          |
| ----- | ----------------------- | ---------------------------------------------------------------------------------- |
|       | 189 ق.م – 1 م           | راية سلالة أرتاكسياد.                                                              |
|       | 52 م – 428 م            | راية السلالة الأرشكية.                                                             |
|       | 885–1045                | علم أرمينية البقرادونية.                                                           |
|       | 1198–1219               | علم مملكة أرمينيا الصغرى تحت حكم السلالة الروبنية.                                 |
|       | 1198–1219               | علم السلالة الروبنية البديل.                                                       |
|       | 1226–1341               | علم مملكة أرمينيا الصغرى تحت حكم السلالة الهثومية.                                 |
|       | 1341–1375               | علم مملكة أرمينيا الصغرى تحت حكم سلالة لوزينيان.                                   |
|       | 1214–1261               | الراية الملكية لإمارة خاخان.                                                       |
|       | ?                       | راية سلالة حسن جلالان.                                                             |
|       | 1915–1918               | علم احتلال أرمينيا الغربية                                                         |
|       | 22 أبريل–28 مايو 1918   | علم جمهورية جنوب القوقاز الديمقراطية الاتحادية                                     |
|       | 1918 – فبراير 1922      | علم جمهورية أرمينيا الأولى                                                         |
|       | فبراير 1922 – مارس 1922 | علم جمهورية أرمينيا الاشتراكية السوفيتية                                           |
|       | مارس 1922–1936          | علم جمهورية ما وراء القوقاز الاشتراكية السوفيتية                                   |
|       | 1936–1940               | علم جمهورية أرمينيا الاشتراكية السوفيتية                                           |
|       | 1940–1952               | علم جمهورية أرمينيا الاشتراكية السوفيتية                                           |
|       | 1952–1990               | علم جمهورية أرمينيا الاشتراكية السوفيتية                                           |
|       | 1952–1990               | علم عكسي. لم تحمل جميع أعلام الجمهوريات المكونة للاتحاد السوفياتي المطرقة والمنجل. |
|       | 1990–1991               | علم جمهورية أرمينيا الاشتراكية السوفيتية                                           |

## البلديات والمدن
| العلم | التاريخ   | الاستخدام      |
| ----- | --------- | -------------- |
|       | 2004–الآن | علم يريفان     |
|       |           | علم فاغارشابات |
|       | 2011–الآن | علم غيومري     |
|       |           | علم آشتاراك    |
|       |           | علم أبوفيان    |

## الأعلام السياسية
| العلم      | التاريخ   | الاستخدام                           |
| ---------- | --------- | ----------------------------------- |
|            |           | الحزب الشيوعي الأرمني               |
|            |           | حزب الطاشناق                        |
|            |           | العقد المدني                        |
| رابط للملف | 2020–الآن | حزب من أجل الجمهورية                |
| رابط للملف |           | حزب الأمن القومي                    |
| رابط للملف | 2021–الآن | حزب أرمينيا السيادي                 |
|            |           | الاتحاد الوطني اليزيدي يو إل إي     |
|            | 1975–1991 | الجيش الأرميني السري لتحرير أرمينيا |

## الأعلام الدينية
| العلم | التاريخ | الاستخدام                     |
| ----- | ------- | ----------------------------- |
|       |         | علم الكنيسة الرسولية الأرمنية |

## الشتات الأرمني
| العلم | التاريخ       | العلم                          |
| ----- | ------------- | ------------------------------ |
|       | 2004–         | علم أرمينيا الغربية            |
|       |               | علم الأرمن في روسيا            |
|       | 2 يونيو 1992– | علم جمهورية أرتساخ             |
|       |               | علم الأرمن في سامتسخه–جافاخيتي |
|       |               | علم هيمشين                     |

## الأعلام المقترحة
| العلم | التاريخ                | الاستخدام                                     |
| ----- | ---------------------- | --------------------------------------------- |
|       | 1885                   | علم صممه غيفون أليشان للشتات الأرمني في فرنسا |
|       | أواخر القرن التاسع عشر | العلم الثاني للشتات الأرمني صممه أليشان       |
|       | 1918                   | علم صممه مارتيروس ساريان                      |